# شادي أبو هشهش
شادي أبو هشهش لاعب كرة قدم أردني سابق، من مواليد 20 يناير 1981، لاعب وسط دفاعي سبق وان لعب في صفوف المنتخب الأردني لأكثر من ثمانية سنوات كما وسبق له الاحتراف بصفوف نادي المحرق البحريني والتعاون والفتح السعودي.
- إنجازات اللاعب :-
الفوز مع فريقه شباب الأردن ببطولة الدوري الأردني عام 2005 وكأس الأردن مرتين اعوام 2005 و 2006 ودرع الاتحاد الأردني عام 2006 وكأس الكؤوس عام 2006 إلى جانب الفوز ببطولة كأس الاتحاد الآسيوي عام 2007 و تحقيق لقب الدوري مع نادي الفتح السعودي موسم 2012 - 2013

## روابط خارجية
- شادي أبو هشهش على موقع الاتحاد الدولي (مؤرشف)  (الإنجليزية)
- شادي أبو هشهش على موقع ناشيونال فوتبول تيمز (الإنجليزية)
- شادي أبو هشهش على موقع Soccerway.com (الإنجليزية)
- شادي أبو هشهش على موقع كووورة